# Крюк, Владимир Андреевич
Владимир Андреевич Крюк (21 июля 1927 года, село Каменка — 17 марта 2004 года, Мариуполь, Украина) — передовик производства, старший оператор Енакиевского металлургического завода Министерства чёрной металлургии СССР, Донецкая область, Донецкая область, Украинская ССР. Герой Социалистического Труда (1971). Заслуженный металлург УССР.

## Биография
Родился 21 июля 1927 года в крестьянской семье в селе Каменка (сегодня — Старобешевский район Донецкой области). Получил рабочую профессию в ФЗО № 12 при Енакиевском металлургическом заводе, после чего работал оператором блюминга в прокатном цехе. Окончив курсы мастером, работал старшим мастером стана «блюминга» в том же цехе Енакиевского металлургического завода.
В 1971 году удостоен звания Героя Социалистического Труда «за выдающиеся успехи, достигнутые в выполнении заданий пятилетнего плана по развитию чёрной металлургии».
После выхода на пенсию проживал в Мариуполе, где скончался в 2004 году. Похоронен на Старокрымском кладбище в окрестностях Мариуполя.

## Награды
- Герой Социалистического Труда — указом Президиума Верховного Совета СССР от 30 марта 1971 года
- Орден Ленина
- Почётный гражданин города Енакиево.